# Pseudotrioza watanabei
Pseudotrioza watanabei är en insektsart som beskrevs av Matsumoto 2002. Pseudotrioza watanabei ingår i släktet Pseudotrioza och familjen spetsbladloppor. Inga underarter finns listade i Catalogue of Life.